# Szentandrássy István
Szentandrássy István (Budapest, 1957. augusztus 26. – Budapest, 2020. február 26.) Kossuth-díjas, magyarországi cigány festőművész.

## Élete, munkássága
Állami gondozottként nőtt fel. Szorongásait először versekben, drámákban, rajzokban adta elő. Péli Tamástól tanult festeni. Péli Tamást Csapon egy gyermektáborban ismerte meg, itt találkozott először a cigány kultúrával és saját cigány identitásával is.
Műveire jellemző az erőteljes tárgyiasság, gyakran a plasztikus formaalakítás, a felfokozott expresszivitás és a jelképalkotás. Zaklatott, drámai hangvételű kompozícióin a cigányság ősi, balladisztikus hagyományai és alakjai elevenednek meg. Olajképeinek színvilágát a sötét, barnás tónusok és a meleg ragyogás uralják. A reneszánsz művészet és a 20. század elejének avantgárd irányzatai (köztük Amedeo Modigliani) nyomán alakította ki sajátos egyéni stílusát.
Jelentős munkái közé tartoznak az ikonszerű stilizációval megalkotott Madonna-képek Federico García Lorca Cigány románcok c. versciklusa által inspirált festménysorozata és Triptichon c. műve. 1998-ban – mesteréhez hasonlóan – hatalmas méretű, 45 m² nagyságú olajképet készített. Az Angyali Üdvözlet Kápolna szakrális festményeihez előzetes grafikákat készített. Kiállított többek között Bécsben, New Yorkban, Prágában, Münchenben. 
Állandó kiállítása megtekinthető a Magyarországi Roma Parlamentben. Műveit többek közt őrzi a Néprajzi Múzeum, a Magyar Művelődési Intézet. A 2009-es Magyar festészet című reprezentatív albumban megjelentették életrajzát és beválogatták két tervrajzát és öt olajfestményét.

## A 2009-es Cigány festészet című albumba beválogatott képei

### Tervrajzai
- Pál apostol (ceruza, papír, 29x42 cm, 2003)
- Terv II. a Kápolnához (ceruza, papír, 42x29 cm, 2008)

### Portrék
- Kalapos férfi (olaj, farost, 59x80 cm, 1991)
- Őrület (olaj, farost, 48 x 38,5 cm, 2000)
- Kufárok (olaj, vászon, 48 x 38,5 cm, 2009)
- Bűnbánó Magdolna (olaj, farost, 72x91 cm, 1993)
- A bolond (olaj, fatábla, 49x62 cm, 1996)
- Egyiptomi hercegnő (olaj, vászon, 50x60 cm, 2009)[5]

## Kiállításai (válogatás)

### Egyéni
- 1996 Annabella Szálló, Balatonfüred; Vörösmarty Terem, Székesfehérvár
- 1999 Magyar Kulturális Központ, Prága
- 2000 Bolgár Intézet, Budapest
- 2005 Esély Galéria, Budapest; Hatvan Város Művelődési Központ és Könyvtár
- 2006 Művészetek Völgye, Taliándörögd (Művelődési Ház); Cigánymesterségek, Rátkai Márton Klub, Budapest
- 2008 Olajfák hegyén, Balázs János Galéria, Budapest
- 2009 Roma-színek, álmok, gondolatok, C-PRESS oktatási, kulturális, média és művészeti központ, Budapest; Angyali Üdvözlet Kápolna szakrális festményterveinek kiállítás megnyitója, Aranytíz, Budapest

### Csoportos
- 2004 Elhallgatott holocaust,[6] Műcsarnok, Budapest; Feketén-fehéren, Balázs János Galéria, Budapest
- 2005 Esély Galéria, Dorottya utca, Budapest; Nőábrázolás a roma képzőművészetben, Balázs János Galéria, Budapest
- 2006 Művészetek Völgye, Kapolcs
- 2007 Roma Pavilon, velencei biennálé
- 2009 Köztetek, Balázs János Galéria, Budapest

## Díjak, elismerések
- 1996 Pro Urbe Budapest-díj
- 1998 Budapest XI. kerület díja
- 1999 Kisebbségekért-díj
- 2012 Kossuth-díj